# Rou Shi

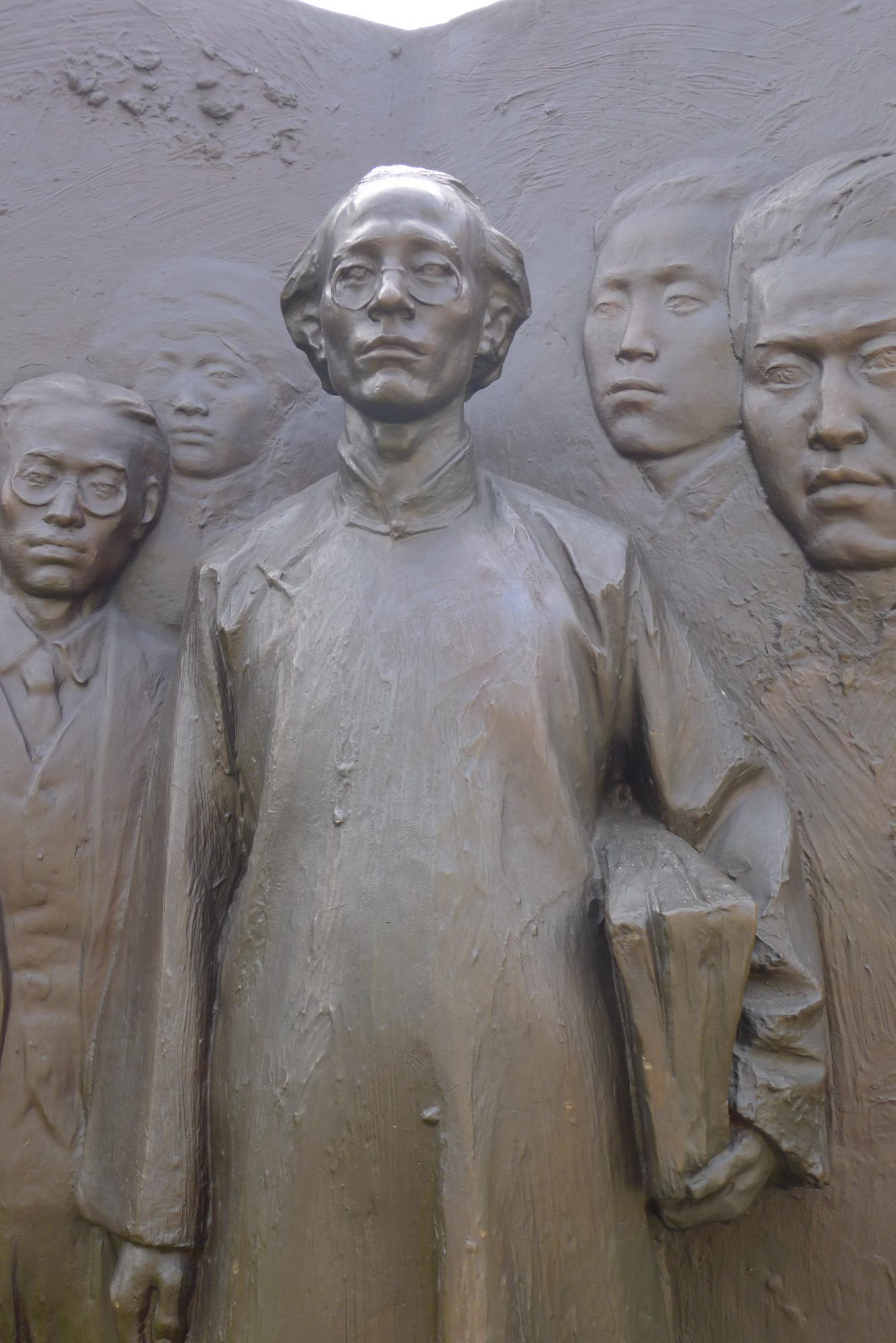
Sculpture en bronze de Rou Shi à Shanghai.

Rou Shi (柔石, 28 septembre 1902 – 7 février 1931) est un écrivain chinois membre du mouvement du 4-Mai qui fut exécuté par le Kuomintang à Shanghai pour ses activités pro-communistes. Il est l'un des « Cinq Martyrs de la Ligue des écrivains de gauche ».

## Jeunesse et formation
Rou Shi est né sous le nom de Zhao Pingfu à Ninghai dans la province du Zhejiang. En 1918, il entre à l'école normale N°1 de Hangzhou. Après son diplôme en 1923, il devient instituteur à l'école primaire Pudi de Cixi. En 1925, il publie sa première compilation d'histoires courtes, Homme fou.
En 1925, Rou Shi étudie brièvement à l'université de Pékin mais retourne au Zhejiang l'année suivante et enseigne à Hangzhou et Zhenhai. En 1927, il retourne dans sa ville natale de Ninghai où il enseigne au lycée, qui est l'une des bases locales des communistes. Après l'échec de la rébellion communiste de mai 1928, il trouve refuge à Shanghai où il rencontre l'écrivain gauchiste Lu Xun. Avec lui et d'autres, il co-fonde la « société de la fleur matinale » (朝花社), qui publie plusieurs journaux progressistes. En janvier 1929, il succède à Lu Xun comme éditeur du journal Yu Si (语丝). Durant cette période, il écrit le roman Février et une autre compilation d'histoires courtes Espoir. Il traduit également les œuvres d'auteurs étrangers comme Maxime Gorki.
En mars 1930, la Ligue des écrivains de gauche est établie à Shanghai. Rou Shi assiste au rassemblement d'inauguration et devient membre du comité chargé de la publication du bulletin Meng Ya (萌芽). Il rejoint le Parti communiste chinois en mai 1930, et publie l'histoire courte, Une Mère esclave.

## Arrestation et exécution
Le 17 janvier 1931, alors qu'il assiste à un rassemblement communiste secret à l'hôtel oriental de la concession britannique de Shanghai, Rou Shi est arrêté avec les autres participants par la police britannique. Ils sont remis au Kuomintang et détenus en prison pendant trois semaines.
Le 7 février 1931, le Kuomintang exécute 23 communistes à Longhua près de Shanghai. Les cinq membres de la Ligue de gauche exécutés, Rou Shi, Li Weisen, Hu Yepin, Yin Fu, et Feng Keng (en), sont surnommés par le Parti communiste les « Cinq Martyrs de la Ligue des écrivains de gauche ». Parmi les personnes exécutées se trouvent trois femmes, dont l'une est enceinte. Ils sont fusillés ou enterrés vivants. Selon Frank Moraes (en), Rou Shi est dans le dernier groupe, et un article de Xinhua rapporte qu'il est mort fusillé.

## Œuvres et adaptations
L'une des histoires courtes les plus connues de Rou Shi, Une Mère esclave, est traduite en anglais en 1936 par Edgar Snow. En 1963, son roman Février est adapté au cinéma avec le film Début de printemps en février, succès critique, réalisé par Xie Tieli et avec Sun Daolin, Shangguan Yunzhu, et Xie Fang,. En 2003, Une Mère esclave est adapté à la télévision avec He Lin, qui gagne le Prix de Meilleure actrice aux Emmy Awards internationaux.

## Monuments
En 2002, pour le 100e anniversaire de sa naissance, la ville natale de Rou Shi, Ninghai, fait restaurer son ancienne maison et la transforme en musée en son honneur. De plus, le comté inaugure le parc Rou Shi couvrant une zone de 250 mu.